# Rawson megye (San Juan)
Rawson egy megye Argentína nyugati részén, San Juan tartományban. Székhelye Villa Krause.

## Népesség
A megye népessége a közelmúltban a következőképpen változott:
| Év   | Lakosság |
| ---- | -------- |
| 2001 | 107 680  |
| 2010 | 114 368  |